# 波佩什蒂鄉 (阿爾傑什縣)
44°27′30″N 25°07′12″E / 44.4583°N 25.1201°E
波佩什蒂鄉（羅馬尼亞語：Comuna Popești, Argeș），是羅馬尼亞的鄉份，位於該國中南部，由阿爾傑什縣負責管轄，處於布加勒斯特以西80公里，每年平均降雨量985毫米，海拔高度134米，2007年人口2,326。